# Sankhára
Buddhistický pojem sankháry (pálí, množné čísl.) nebo sanskáry (sanskrt, mn.č.) nelze do evropského jazyka jednoznačně přeložit. Původní význam je „to, co skládá“, ale také „to, co je složené“. Nejčastější překlad do evropských jazyků zní formace. Tento termín zachovává oba významy původního slova - aktivní aspekt („to, co formuje“), i pasivní („to, co je zformováno“).
Sankháry tedy na jedné straně označují všechna úsilí, to znamená popudy, sklony, zájmy, hnutí vůle, která způsobují, že člověk něco tvoří, na druhé straně také vše vytvořené, každý útvar a v nejširším smyslu všechny objekty žádostí.
V prvním smyslu jsou sankháry jednou z pěti složek skutečnosti a zde se obvykle označují jako mentální formace. Ty zahrnují přibližně 50 mentálních fenoménů, určujících aktivní odpověď mysli na vnímané objekty. Některé jsou karmicky neutrální, jiné (a ty jsou proto obzvlášť důležité) jsou zdrojem prospěšné nebo neprospěšné karmy. Karmicky aktivní formace tvoří druhý člen řetězu podmíněného vznikání, podle něhož vznikají vinou neznalosti pravé tváře skutečnosti.
V druhém významu se sankháry vztahují na „vše, co je složené“, „vše , co je podmíněné“, tedy naprosto vše, kromě nirvány. Např. sabbe sankhára aniččá - všechny formace jsou pomíjivé.
Různé buddhistické školy nabízí různý seznam mentálních formací.

## Mentální formace podle théravády
Théravádová abhidhamma popisuje 50 mentálních formací, z nichž 11 je karmicky neutrálních (přesněji řečeno jejich karmická kvalita je určena jejich sdružením s prospěšnými nebo neprospěšnými formacemi), 25 karmicky prospěšných a 14 neprospěšných. Je důležité si uvědomit, že tyto fenomény nevznikají v mysli bez příčiny, nahodile, ale že mají vždy svou příslušnou příčinu (příčiny) a jsou také s to vyvolávat odpovídající následky.

### I.Karmicky neutrální (aňňasamána)

#### a) univerzální (sabbačitta) (spojené s každým vědomím)
1. kontakt (phassa) - spojení smyslového objektu, smyslového orgánu a vědomí
2. vůle (čétaná) - směruje mysl k vnímanému objektu, je totožná s mentální aktivitou.
3. (mentální) životní síla (džívita)
4. koncentrace (samádhi) - zaostření na vnímaný objekt, jako ostatní formace může mít různou intenzitu.
5. pozornost (manasikára) - spontánní opakovaný pohyb mysli směrem k danému objektu, zajišťuje stabilitu vnímání.

#### b) specifické (pakinnaká)
1. myšlenka (vitakka) - prvotní uchopení objektu myslí
2. přemýšlení (vičára) - následné zkoumání objektu
3. rozhodnutí (adhimokkha) - vytváří pevnou jistotu o povaze objektu, je opakem pochybnosti.
4. energie (virija) - vytrvalé metodické úsilí
5. radostný zájem, nadšení (píti) - potlačuje odpor (dósa).
6. záměr (čhanda) - přání něco učinit; není totožný se žádostivostí, protože je eticky neutrální.

### II.Karmicky prospěšné (sóbhana, kusala)

#### a) primární (spjaté s každým prospěšným vědomím)
1. důvěra (saddhá) - důvěra v Buddhu, Sanghu a Nauku založená na porozumění a přímé zkušenosti.
2. bdělost (sati) - neustálá pozornost věnovaná tělesným funkcím, vědomí, pocitům, atd.
3. morální stud (hiri) - vnitřní subjektivní odpor k neprospěšnému konání
4. morální bázeň (otappa) - vnější „strach“ před následky neprospěšného činu
5. odříkání, štědrost (alóbha, dána) - nepřítomnost žádostivosti; neulpívání na vnímaném objektu
6. milující laskavost (adósa, mettá) - nepřítomnost nenávisti; přání dobrého všem bytostem
7. vyrovnanost (tatra-madždžhattatá, upekkhá) - nestranný náhled na vnímané objekty
8. uklidnění těla (kája-passaddhi)
9. uklidnění mysli (čitta-passadhi) - utišení vášní, je opakem nepokoje (uddhačča)
10. hbitost, lehkost těla (kája-lahutá)
11. hbitost, lehkost mysli (čitta-lahutá) - jejím opakem jsou strnulost a malátnost (thína a middha).
12. pružnost těla (kája-muduttá)
13. pružnost mysli (čitta-muduttá) - je opakem chybných názorů a pýchy, které způsobují mentální ztuhlost.
14. poddajnost těla (kája-kamaňňatá)
15. poddajnost mysli (čitta-kammaňňatá)
16. obratnost, zručnost těla (kája-paguňňatá)
17. obratnost, zručnost mysli (čitta-paguňňatá)
18. přímost těla (kája-ujukatá)
19. přímost mysli (čitta-ujukatá) - je opakem nepoctivosti a neupřímnosti

#### b) sekundární
3 zdrženlivosti (viratijo) - tj. zdrženlivosti od neprospěšných činů:
20. správné jednání (sammá kammanta)
21. správná mluva (sammá váčá)
22. správné živobytí (sammá adžíva) - viz Ušlechtilá osmidílná stezka
2 bezmezné ctnosti (apamaňňá) - jsou tak nazývány, protože jejich objektem je nekonečné množství bytostí:
23. soucit (karuná) - přání, aby byly všechny bytosti zbaveny svého utrpení
24. altruistická radost (muditá) - radost z úspěchu druhých
1 nepřítomnost klamu
25. moudrost (amóha, paňňá) - porozumění pravé povaze vnímaných objektů

### III. Karmicky neprospěšné (akusala)

#### a) primární (spjaté s každým neprospěšným vědomím)
1. nevědomost (móha) - zmatení, týkající se pravé povahy vnímaného objektu
2. nepřítomnost morálního studu (ahirika)
3. nepřítomnost morální bázně (anottappa)
4. nepokoj (uddhačča) - mentální neklid, nestálost

#### b) sekundární
4 zakotvené v nenávisti:
1. nenávist (dósa) - odpor k nepříjemným objektům
2. závist (issá) - žárlivost na majetek a úspěch druhých
3. lakomost (maččhárija) - neochota se o svůj majetek a úspěch dělit s druhými
4. výčitky svědomí (kukkučča) - na rozdíl od zkoumání přítomného konání je lítost nad minulými činy neprospěšná.

Dále:
5. žádostivost (lóbha) - touha po příjemných objektech
6. nesprávné názory (ditthi) - chybná víra v existenci „já“, v neexistenci karmy, apod.
7. pýcha, domýšlivost (mána) - je spjatá se žádostivostí.
8. strnulost (thína) - těžkopádnost intelektu. Thínu i middhu lze potlačit vyvíjením energie (virija).
9. malátnost, apatie (middha) - těžkopádnost smyslů, ospalost
10. pochybnosti (vičikiččhá) - pochyby týkající se Buddhy, Sanghy a Nauky